# Списък с филмите на „Кълъмбия Пикчърс“ (1970 – 1979)
Следва списък с филмите, които са продуцирани или пуснати от „Кълъмбия Пикчърс“ през 1970–1979 г. Той е един от петте най-големи филмови студия. Кълъмбия Пикчърс е дъщерна компания на конгломерата Сони.
| Премиера             | Заглавие                                   | Бележки |
| -------------------- | ------------------------------------------ | --- |
| януари 1970 г.       | Land Raiders                               | копродукция с Morningside Productions |
| 4 февруари 1970 г.   | The Looking Glass War                      | копродукция с Frankovich Productions |
| 5 февруари 1970 г.   | The Virgin Soldiers                        | копродукция с High Road Productions и Open Road Films |
| 4 март 1970 г.       | Loving                                     | |
| 18 март 1970 г.      | The Liberation of L.B. Jones               | копродукция с Liberation Company |
| 27 април 1970 г.     | Riverrun                                   | |
| 13 май 1970 г.       | Getting Straight                           | |
| 21 май 1970 г.       | Run Wild, Run Free                         | копродукция с Irving Allen Productions |
| 27 май 1970 г.       | Watermelon Man                             | |
| 17 юни 1970 г.       | A Walk in the Spring Rain                  | |
| 24 юли 1970 г.       | You Can't Win 'Em All                      | копродукция с SRO |
| 31 август 1970 г.    | Нещата от живота                           | |
| август 1970 г.       | The Olympics in Mexico                     | |
| 11 септември 1970 г. | Sartana Kills Them All                     | |
| 12 септември 1970 г. | Пет леки пиеси                             | номинация „Оскар“ за най-добър филм номинация „Златен глобус“ за най-добър филм – драма |
| 16 септември 1970 г. | R.P.M.                                     | |
| 16 септември 1970 г. | The Executioner                            | копродукция с Ameran Films |
| 12 октомври 1970 г.  | The Mind of Mr. Soames                     | копродукция с Amicus Productions |
| 18 октомври 1970 г.  | I Never Sang for My Father                 | номинация „Златен глобус“ за най-добър филм – драма |
| 26 октомври 1970 г.  | Cromwell                                   | копродукция с Irving Allen Productions |
| 29 октомври 1970 г.  | Machine Gun McCain                         | |
| 3 ноември 1970 г.    | The Owl and the Pussycat                   | копродукция с Rastar |
| 18 ноември 1970 г.   | I Walk the Line                            | |
| 8 декември 1970 г.   | Husbands                                   | |
| 15 декември 1970 г.  | There's a Girl in My Soup                  | |
| 16 декември 1970 г.  | Take a Girl Like You                       | копродукция с Albion Film Distributors |
| 20 декември 1970 г.  | Investigation of a Citizen Above Suspicion | |
| 25 декември 1970 г.  | The Lady in the Car with Glasses and a Gun | |
| 19 януари 1971 г.    | The Reckoning                              | |
| 21 януари 1971 г.    | Bed and Board                              | |
| 3 февруари 1971 г.   | Doctors' Wives                             | |
| 21 февруари 1971 г.  | Claire's Knee                              | |
| 23 февруари 1971 г.  | The Pursuit of Happiness                   | |
| 12 март 1971 г.      | The Buttercup Chain                        | копродукция с Columbia British Productions |
| 24 март 1971 г.      | Brother John                               | |
| 28 март 1971 г.      | A Severed Head                             | |
| март 1971 г.         | Isle of the Snake People                   | |
| 2 април 1971 г.      | Flight of the Doves                        | |
| април 1971 г.        | The Incredible Invasion                    | |
| 12 май 1971 г.       | 10 Rillington Place                        | копродукция с Filmways Pictures |
| 6 юни 1971 г.        | Summertree                                 | копродукция с The Bryna Company |
| 9 юни 1971 г.        | A Man Called Sledge                        | |
| 13 юни 1971 г.       | Drive, He Said                             | копродукция с BBS Productions и Drive Productions Inc. |
| 17 юни 1971 г.       | The Anderson Tapes                         | копродукция с Robert M. Weitman Productions |
| 23 юни 1971 г.       | Man and Boy                                | копродукция с J. Cornelius Crean Films Inc. и Jemmin Inc. |
| 24 юли 1971 г.       | The Horsemen                               | |
| 18 август 1971 г.    | Fools' Parade                              | копродукция с Stanmore Productions и Penbar Productions, Inc. |
| 27 август 1971 г.    | The Love Machine                           | копродукция с Sujac Productions и Frankovich Productions |
| 1 септември 1971 г.  | Creatures the World Forgot                 | |
| 2 септември 1971 г.  | See No Evil                                | копродукция с Filmways Pictures |
| 24 септември 1971 г. | The Last Rebel                             | |
| 29 септември 1971 г. | The Brotherhood of Satan                   | копродукция с Four Star Excelsior и LQ/JAF |
| септември 1971 г.    | Fragment of Fear                           | |
| септември 1971 г.    | Dad's Army                                 | |
| септември 1971 г.    | Welcome to the Club                        | |
| 1 октомври 1971 г.   | Безопасно място                            | |
| 13 октомври 1971 г.  | Макбет                                     | |
| 22 октомври 1971 г.  | Последната прожекция                       | номинация „Оскар“ за най-добър филм номинация „Златен глобус“ за най-добър филм – драма |
| 28 октомври 1971 г.  | Bless the Beasts and Children              | |
| 9 декември 1971 г.   | Happy Birthday, Wanda June                 | копродукция с Red Lion, Sourdough и The Filmakers Group |
| 13 декември 1971 г.  | Николай и Александра                       | номинация „Оскар“ за най-добър филм |
| 17 декември 1971 г.  | Долари                                     | копродукция с Frankovich Productions, Inc. |
| 1 януари 1972 г.     | J. W. Coop                                 | |
| 14 януари 1972 г.    | Cisco Pike                                 | |
| 20 януари 1972 г.    | To Find a Man                              | копродукция с Rastar |
| 21 януари 1972 г.    | X, Y, and Zee                              | копродукция с Zee Company, Original British title: Zee and Co. |
| 21 март 1972 г.      | Gumshoe                                    | |
| 28 април 1972 г.     | Buck and the Preacher                      | |
| май 1972 г.          | Stand Up and Be Counted                    | |
| 1 юни 1972 г.        | Glass Houses                               | |
| 4 юни 1972 г.        | [A Day in the Death of Joe Egg]]           | британски филм |
| 14 юни 1972 г.       | Обирджиите                                 | френски и италиански филм |
| 6 юли 1972 г.        | Пеперудите са свободни                     | номинация „Златен глобус“ за най-добър филм – мюзикъл или комедия |
| 12 юли 1972 г.       | Living Free                                | британски филм |
| 26 юли 1972 г.       | Fat City                                   | копродукция с Rastar |
| 3 август 1972 г.     | The New Centurions                         | копродукция с Chartoff-Winkler Productions |
| 16 август 1972 г.    | Pope Joan                                  | |
| 22 август 1972 г.    | And Now for Something Completely Different | копродукция с Playboy Productions |
| 29 септември 1972 г. | Love in the Afternoon                      | |
| 10 октомври 1972 г.  | Young Winston                              | |
| 12 октомври 1972 г.  | The King of Marvin Gardens                 | |
| 17 ноември 1972 г.   | 1776                                       | номинация „Златен глобус“ за най-добър филм – мюзикъл или комедия |
| ноември 1972 г.      | Dirty Little Billy                         | |
| 18 декември 1972 г.  | Images                                     | единствено разпространение продуциран от Hemdale Film Corporation |
| 20 декември 1972 г.  | Black Gunn                                 | |
| 31 януари 1973 г.    | Shamus                                     | |
| 4 февруари 1973 г.   | Wattstax                                   | копродукция с Wolper Productions и Stax Records |
| 9 февруари 1973 г.   | The Creeping Flesh                         | |
| 12 февруари 1973 г.  | A Reflection of Fear                       | |
| 17 март 1973 г.      | Lost Horizon                               | копродукция с Ross Hunter Productions |
| 21 март 1973 г.      | Godspell                                   | |
| 25 март 1973 г.      | Such a Gorgeous Kid Like Me                | |
| март 1973 г.         | Fists of Fury                              | |
| 19 април 1973 г.     | Love and Pain and the Whole Damn Thing     | |
| 25 май 1973 г.       | Let the Good Times Roll                    | |
| 10 юни 1973 г.       | The Hireling                               | |
| 28 юни 1973 г.       | 40 Carats                                  | |
| 3 юли 1973 г.        | Oklahoma Crude                             | копродукция с Stanley Kramer Productions |
| 18 юли 1973 г.       | Siddhartha                                 | единствено разпространение продуциран от Lotus Films |
| 8 август 1973 г.     | The Stone Killer                           | |
| 19 октомври 1973 г.  | The Way We Were                            | копродукция с Rastar и Tom Ward Enterprises |
| 21 октомври 1973 г.  | Summer Wishes, Winter Dreams               | копродукция с Rastar |
| 12 декември 1973 г.  | The Last Detail                            | копродукция с Bright-Persky Associates и Acrobat Productions |
| 15 февруари 1974 г.  | Crazy Joe                                  | единствено разпространение продуциран от Warner-Columbia Filmverleih, Dino de Laurentiis Cinematografica, Persky-Bright Productions, Produzione Cinematografiche Inter.Ma.Co и Tom Ward Enterprises |
| 13 март 1974 г.      | Lone Wolf and Cub: Baby Cart to Hades      | единствено разпространение продуциран от Toho и Katsu Production Co. Ltd |
| 5 април 1974 г.      | Златното пътешествие на Синбад             | копродукция с Morningside Productions and Ameran Films |
| 10 април 1974 г.     | Thomasine & Bushrod                        | |
| 14 април 1974 г.     | Lovin' Molly                               | единствено разпространение продуциран от S.J.F. Productions |
| 1 май 1974 г.        | The Lords of Flatbush                      | копродукция с Ebbets Field |
| 24 май 1974 г.       | Chosen Survivors                           | копродукция с Metromedia Producers Corporation, Alpine Productions Inc. and Churubusco Studios Amazon чрез MGM                                                                                      |
| май 1974 г.          | The Take                                   | копродукция с World Film Services |
| 16 юни 1974 г.       | The Gravy Train                            | единствено разпространение продуциран от Tomorrow Entertainment |
| 16 юни 1974 г.       | For Pete's Sake                            | копродукция с Rastar и Barclay |
| юни 1974 г.          | Birds Do It, Bees Do It                    | копродукция с Romax Productions и Wolper Pictures |
| 7 август 1974 г.     | California Split                           | копродукция с Spelling-Goldberg и Won World |
| 23 август 1974 г.    | Buster and Billie                          | |
| 25 септември 1974 г. | The Mutations                              | копродукция с Cyclone и Getty Pictures Corp. |
| 9 октомври 1974 г.   | Law and Disorder                           | копродукция с Fadsin Cinema Associates, Leroy Street, Memorial Enterprises и Ugo |
| 17 октомври 1974 г.  | Liberation                                 | |
| 18 октомври 1974 г.  | The Odessa File                            | |
| 1 ноември 1974 г.    | Open Season                                | копродукция с Arpa Productions и Impala |
| 8 ноември 1974 г.    | Confessions of a Window Cleaner            | |
| 12 февруари 1975 г.  | Степфордските съпруги                      | единствено разпространение по кината филмът сега е собственост на Paramount Pictures |
| 13 март 1975 г.      | Шампоан                                    | номинация „Златен глобус“ за най-добър филм – мюзикъл или комедия |
| 15 март 1975 г.      | Забавна дама                               | номинация „Златен глобус“ за най-добър филм – мюзикъл или комедия копродукция с Rastar |
| 19 март 1975 г.      | Томи                                       | единствено разпространение продуциран от Hemdale Film Corporation копродукция с Робърт Стигууд номинация „Златен глобус“ за най-добър филм – мюзикъл или комедия                                    |
| 29 април 1975 г.     | Aloha Bobby and Rose                       | копродукция с Cine Artists International |
| 20 май 1975 г.       | The Fortune                                | |
| 22 май 1975 г.       | Breakout                                   | |
| 20 юни 1975 г.       | Bite the Bullet                            | |
| 16 юли 1975 г.       | White Line Fever                           | копродукция с International Cinemedia Center и White Line Fever Syndicate |
| 17 септември 1975 г. | Swept Away                                 | единствено разпространение преиздаден през 2002 г. |
| 8 октомври 1975 г.   | Hard Times                                 | |
| 12 октомври 1975 г.  | Lies My Father Told Me                     | копродукция с Canadian Film Development Corporation |
| 19 ноември 1975 г.   | Страх над града                            | американско разпространение за френски филм |
| 25 декември 1975 г.  | Aaron Loves Angela                         | |
| 25 декември 1975 г.  | The Black Bird                             | копродукция с Rastar |
| 8 февруари 1976 г.   | Шофьор на такси                            | номинация „Оскар“ за най-добър филм копродукция с Bill/Philips Productions и Italo/Judeo Productions                                                                                                |
| 11 март 1976 г.      | Робин и Мариан                             | копродукция с Rastar |
| 16 април 1976 г.     | Countdown at Kusini                        | копродукция с DST Telecommunications, Nigeria Glipp Productions и Tam International Limited |
| 5 май 1976 г.        | Baby Blue Marine                           | копродукция с Spelling-Goldberg Productions |
| 16 май 1976 г.       | Grizzly                                    | световно разпространение с Film Ventures International |
| 26 май 1976 г.       | Drive-In                                   | копродукция с George Litto Productions |
| май 1976 г.          | Пазете се, бесни сме!                      | единствено разпространение в САЩ продуциран от Filmayer, Capital Films и Rizzoli Film |
| 6 юни 1976 г.        | Последната жена                            | единствено разпространение в САЩ продуциран от Les Productions Jaques Roitfield |
| 17 юни 1976 г.       | Harry and Walter Go to New York            | копродукция с Devlin-Gittes/Tony Bill |
| 23 юни 1976 г.       | Murder by Death                            | копродукция с Rastar |
| 14 юли 1976 г.       | Shadow of the Hawk                         | копродукция с International Cinemedia Center, Rising Road, The Canadian Film Development Corporation и The Odeon Theatres                                                                           |
| 1 август 1976 г.     | Obsession                                  | копродукция с Yellowbird Productions |
| 17 септември 1976 г. | The Front                                  | копродукция с Devon/Persky-Bright, Persky-Bright Productions и Rollins-Joffe Productions |
| 21 декември 1976 г.  | Никелодеон                                 | единствено разпространение продуциран от British Lion Films и EMI Films |
| 9 февруари 1977 г.   | Купон с Дик и Джейн                        | |
| 9 март 1977 г.       | The Farmer                                 | копродукция с Milway Productions |
| 2 април 1977 г.      | The Eagle Has Landed                       | единствено разпространение в САЩ продуциран от ITC Entertainment и Associated General Films |
| 19 май 1977 г.       | The Greatest                               | единствено разпространение в САЩ копродукция с EMI Films и John Marshall Production |
| 17 юни 1977 г.       | Бездната                                   | единствено разпространение копродукция с Cascablanca Filmworks и EMI Films |
| 5 август 1977 г.     | Марширувай или умри                        | единствено разпространение в САЩ продуциран от ITC Entertainment, Sir Lew Grade и Associated General Films                                                                                          |
| 12 август 1977 г.    | Синбад и окото на тигъра                   | копродукция с Andor Films |
| 31 август 1977 г.    | You Light Up My Life                       | копродукция с Mondial International Corporation |
| 14 септември 1977 г. | Спайдър-Мен                                | единствено международно разпространение по кината копродукция с Danchuck Productions и Marvel Television                                                                                            |
| 29 септември 1977 г. | Боби Диърфийлд                             | копродукция с First Artists разпространен от Warner Bros. |
| 16 ноември 1977 г.   | Close Encounters of the Third Kind         | единствено разпространение копродукция с Джулия Филипс и Майкъл Филипс и EMI Films |
| 2 февруари 1978 г.   | The Boys in Company C                      | |
| февруари 1978 г.     | Remember My Name                           | копродукция с Lion's Gate Films |
| 3 март 1978 г.       | The Amsterdam Kill                         | |
| 17 март 1978 г.      | Casey's Shadow                             | копродукция с Rastar |
| 19 май 1978 г.       | Thank God It's Friday                      | копродукция с Cascablanca Filmworks и Motown Productions |
| 24 май 1978 г.       | If Ever I See You Again                    | |
| 23 юни 1978 г.       | The Cheap Detective                        | единствено разпространение копродукция с EMI Films и Rastar Pictures |
| 28 юли 1978 г.       | The Buddy Holly Story                      | копродукция с Innovisions и ECA |
| 2 август 1978 г.     | Eyes of Laura Mars                         | |
| 29 септември 1978 г. | Somebody Killed Her Husband                | копродукция с Melvin Simon Productions и Fawcett-Major Productions |
| 6 октомври 1978 г.   | Среднощен експрес                          | номинация „Оскар“ за най-добър филм награда „Златен глобус“ за най-добър филм – драма копродукция с Cascablanca Filmworks                                                                           |
| 8 декември 1978 г.   | Отряд 10 от Навароне                       | единствено разпространение копродукция с Navarone Productions |
| 15 декември 1978 г.  | Калифорнийски апартамент                   | номинация „Златен глобус“ за най-добър филм – мюзикъл или комедия копродукция с Rastar |
| 21 декември 1978 г.  | Spider-Man Strikes Back                    | единствено международно разпространение по кината копродукция с Danchuck Productions и Marvel Television                                                                                            |
| 31 декември 1978 г.  | Ice Castles                                | |
| 9 февруари 1979 г.   | Hardcore                                   | |
| 9 февруари 1979 г.   | When You Comin' Back, Red Ryder?           | |
| 2 март 1979 г.       | Fast Break                                 | единствено разпространение копродукция с Kings Road Entertainment |
| 16 март 1979 г.      | The China Syndrome                         | копродукция с Melvin Simon Productions |
| април 1979 г.        | Ашанти                                     | единствено международно разпространение продуциран от Warner Bros. |
| 6 април 1979 г.      | The Fifth Musketeer                        | |
| 18 май 1979 г.       | Улица „Хановер“                            | копродукция с Hanover Street Productions |
| май 1979 г.          | Разрушители                                | |
| 8 юни 1979 г.        | Game of Death                              | единствено разпространение |
| 22 юни 1979 г.       | Nightwing                                  | |
| 13 юли 1979 г.       | Just You and Me, Kid                       | |
| 13 юли 1979 г.       | Lost and Found                             | |
| 27 юли 1979 г.       | Злодеят                                    | копродукция с Rastar |
| 10 август 1979 г.    | No Sex Please, We're British               | |
| 10 август 1979 г.    | The National Health                        | копродукция с Virgin Films |
| 10 август 1979 г.    | Hot Stuff                                  | копродукция с Rastar |
| 28 септември 1979 г. | The Legacy                                 | единствен разпространител за Великобритания продуциран от Universal Pictures |
| 19 октомври 1979 г.  | И справедливост за всички                  | |
| 26 октомври 1979 г.  | When a Stranger Calls                      | единствено разпространение |
| октомври 1979 г.     | Скейттаун, САЩ                             | копродукция с Rastar |
| 14 декември 1979 г.  | 1941                                       | единствено международно разпространение копродукция с A-Team Productions и Universal Pictures |
| 14 декември 1979 г.  | Chapter Two                                | копродукция с Rastar |
| 19 декември 1979 г.  | Крамър срещу Крамър                        | награда „Оскар“ за най-добър филм номинация „Златен глобус“ за най-добър филм – драма |
| 20 декември 1979 г.  | Ах, този джаз                              | номинация „Оскар“ за най-добър филм копродукция и коразпространение с 20th Century Fox в световен мащаб                                                                                             |
| 21 декември 1979 г.  | Електрическия конник                       | копродукция с Universal Pictures, Rastar Productions и Wildwood Productions |